# Cosmethis teleleuca
Cosmethis teleleuca là một loài bướm đêm trong họ Geometridae.